# Bombardon
Pour les articles homonymes, voir Bombardon (homonymie).

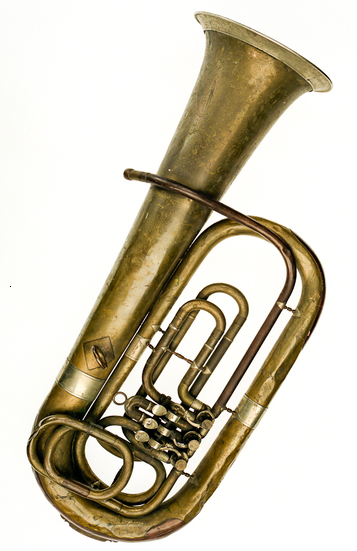
Un bombardon

Le bombardon peut désigner deux instruments distincts :
- instrument à vent en bois et à anche double, basse de la famille des bombardes et quelquefois appelé « contrebasse de bombarde » ;
- instrument à vent de la famille des cuivres, sorte de tuba dont la facture est historiquement proche de celle du saxhorn basse en mi{\displaystyle \flat }.

Les orchestres d'opéra italiens ont souvent recours au bombardon en fa. Cet instrument a une sonorité qui se rapproche de celle du tuba basse.
Au XIXe siècle, l'usage tend à appeler « bombardon » toute basse ou contrebasse à pistons, quelle que soit la tonalité de l'instrument (soit mi{\displaystyle \flat }, soit si{\displaystyle \flat }, soit ut). Un grand nombre de partitions mentionne « bombardon » aussi bien pour l'une que pour l'autre déclinaison de l'instrument.
Au cours du XXe siècle, le terme est de moins en moins usité et devient peu à peu obsolète.